# Tony Formosa
Tony Formosa (Victoria, Malta; 2 de junio de 1937-13 de enero de 2024) fue un jugador y entrenador de fútbol maltés que jugó en la posición de centrocampista.

## Carrera

### Jugador
Jugó para el St. Patrick FC en cuatro ocasiones de 1960 a 1961 y se tuvo que retirar por una lesión en la rodilla en febrero de 1961 en un partido ante el Marsa FC.

### Entrenador
| Periodo   | Club                  |
| --------- | --------------------- |
| 1961      | Żejtun Corinthians FC |
| 1962-1964 | Ħamrun Spartans FC    |
| 1966      | Malta                 |
| 1967-1973 | Malta sub-18          |
| 1968-1970 | Valletta FC           |
| 1971-1972 | Malta                 |
| 1973-1975 | Valletta FC           |
| 1975-1981 | Floriana FC           |
| 1982-1986 | Sliema Wanderers FC   |
| 1986–1988 | Valletta FC           |

## Logros
- Maltese Premier League: 1974, 1977
- Maltese FA Trophy: 1975, 1976, 1981
- Cassar Cup: 1969
- Independence Cup: 1975, 1976, 1977, 1978